# 马丁·伦登
马丁·伦登（瑞典語：Martin Lundén，1925年1月1日—2011年2月14日），瑞典男子游泳运动员。他获得了1947年欧洲游泳锦标赛4×200米自由泳接力项目的冠军。他参加了1948年伦敦奥运会100米仰泳、100米自由泳和4×200米自由泳接力项目的比赛，并在4×200米自由泳接力项目中获得第4名。